# Austroraptus polaris
Austroraptus polaris är en havsspindelart som beskrevs av Hodgson, T.V. 1907. Austroraptus polaris ingår i släktet Austroraptus och familjen Ammotheidae. Inga underarter finns listade.